# Xestoleptura rufiventris
Xestoleptura rufiventris är en skalbaggsart som först beskrevs av Friedrich-August von Gebler 1830.  Xestoleptura rufiventris ingår i släktet Xestoleptura och familjen långhorningar. Inga underarter finns listade i Catalogue of Life.